# Bravnice (Jajce)
Pour les articles homonymes, voir Bravnice.
Bravnice (en serbe cyrillique : Бравнице) est un village de Bosnie-Herzégovine. Il est situé dans la municipalité de Jajce, dans le canton de Bosnie centrale et dans la fédération de Bosnie-et-Herzégovine. Selon les premiers résultats du recensement bosnien de 2013, il compte 380 habitants.
Avant la guerre de Bosnie-Herzégovine, le village faisait entièrement partie de la municipalité de Jajce ; après la guerre, une portion de son territoire a été rattachée à la municipalité de Jezero nouvellement créée et intégrée à la république serbe de Bosnie.

## Démographie

### Évolution historique de la population
| 1948 | 1953 | 1961 | 1971 | 1981 | 1991 | 2013 |
| ---- | ---- | ---- | ---- | ---- | ---- | ---- |
| -    | -    | 324  | 865  | 977  | 868  | 380  |

|  |

### Communauté locale
En 1991, la communauté locale de Bravnice comptait 1 214 habitants, répartis de la manière suivante :